# Mesnil-Mauger (Sekwana Nadmorska)
Mesnil-Mauger – miejscowość i gmina we Francji, w regionie Normandia, w departamencie Sekwana Nadmorska.
Według danych na rok 1990 gminę zamieszkiwało 207 osób, a gęstość zaludnienia wynosiła 25 osób/km² (wśród 1421 gmin Górnej Normandii Mesnil-Mauger plasuje się na 695. miejscu pod względem liczby ludności, natomiast pod względem powierzchni na miejscu 446.).